# 760 (numero)
Settecentosessanta (760) è il numero naturale dopo il 759 e prima del 761.

## Proprietà matematiche
- È un numero pari.
- È un numero composto, con 16 divisori: 1, 2, 4, 5, 8, 10, 19, 20, 38, 40, 76, 95, 152, 190, 380, 760. Poiché la somma dei suoi divisori (escluso il numero stesso) è 1040 > 760, è un numero abbondante.
- È un numero semiperfetto in quanto pari alla somma di alcuni (o tutti) i suoi divisori.
- È un numero pratico.
- È un numero congruente.
- È un numero malvagio.
- È un numero palindromo e un numero ondulante nel sistema di numerazione posizionale a base 23 (1A1).
- È un numero colombiano nel sistema numerico decimale.
- È un numero idoneo.
- È parte delle terne pitagoriche (39, 760, 761), (171, 760, 779), (456, 608, 760), (522, 760, 922), (570, 760, 950), (760, 798, 1102), (760, 1344, 1544), (760, 1425, 1615), (760, 1725, 1885), (760, 1824, 1976), (760, 2838, 2938), (760, 3570, 3650), (760, 3762, 3838), (760, 5751, 5801), (760, 7200, 7240), (760, 7581, 7619), (760, 9009, 9041), (760, 14430, 14450), (760, 18042, 18058), (760, 28875, 28885), (760, 36096, 36104), (760, 72198, 72202), (760, 144399, 144401).

## Astronomia
- 760 Massinga è un asteroide della fascia principale del sistema solare.
- NGC 760 è una stella binaria (o stella doppia) della costellazione del triangolo.

## Astronautica
- Cosmos 760 è un satellite artificiale russo.